# Insignie

Pomazání Napoleona I. a korunovace císařovny Josefíny

Insignie (z latinského insigne = znamení, symbol) jsou odznaky hodnosti a hodností určené moci světských či církevních osob. Insignie jsou také symbolem příslušnosti a funkce osob. Insignie jako takové mají symbolizovat legitimitu osoby zastávat danou funkci a vlastnit určitou hodnost či postavení, naznačují tedy i hierarchii různých skupin lidí. Královské insignie – regálie – hrály důležitou roli, jejich držení bylo důležité nejen jako symbol kontinuity a legitimnosti moci, ale také při uplatňování regálního práva (iura regalia).

## Insignie
Insigniemi mohou být předměty každodenní osobní potřeby, které původně sloužily k práci nebo krášlení. Jsou jimi pokrývky hlavy, oděvy, výstroj, zbroj a výzbroj. Tyto předměty jsou pak často přenášeny do vlajek, znaků a štítů (erbů), pečetních prstenů a pečetí, které se de facto staly také insigniemi.
Pokrývkami hlavy u světských panovníků jsou koruna, u rytířů přilbice, u biskupů mitra a infule. Insigniemi drženými v rukou jsou u panovníka žezlo a jablko, u biskupů je to biskupská berla. Nejčastějším oděvem, jako insignie, je plášť, z ozdob je to čelenka a prsten.
I když jsou insignie doloženy především ze starověku, je vcelku pravděpodobné, že se různé insignie – symboly moci a hodnosti – využívaly již dříve.

### Staroegyptské královské insignie
Zvláštním případem jsou staroegyptské královské insignie, které užívali faraóni, v jejichž rukou ztotožňovaly světskou i boží moc. Hlavními symboly faraónovy moci byly hůl a cep. S těmi jsou také obvykle faraóni vyobrazeni, sedíce na trůnu se zkříženým cepem a holí přes prsa. Faraónova hůl je nahoře zakroucena, a symbolizuje pastýřskou hůl, kterou pastýř vede své stádo, shání zbloudilé ovce a odhání zlé šelmy.

## Světské insignie

### Královské insignie
Královské insignie jsou označovány jako regálie (sg. regale). Nejdůležitějšími královskými insigniemi jsou trůn (stolec, solium), korunovační ornát a korunovační klenoty: koruna, žezlo a jablko. Královské insignie bývají doplněny také zbrojí: meči, sekerami, štíty, luky s toulci a podobně.
Jedinečnost královských insignií vyjadřuje jedinečnost a nadřazenost panovníkova postavení jako jediné osoby povolané zaujmout místo krále.

### Městské insignie
Mezi nejčastější městské insignie patří vlajky a znaky. Hlavy měst, respektive jeho zastupitelé, obvykle mají právo užívat řetězu, obvykle s medailí či plaketou, a pečetidla, a držet také klíče od bran města, které jsou dnes ve většině měst jen symbolické.

### Hlavní město
Symbolem držení především světské moci jsou také města, která ovšem nelze brát sama o sobě jako insignii, nicméně, podobně jako trůn, symbolizuje hlavní město držení moci panovníkem.

### Univerzitní insignie

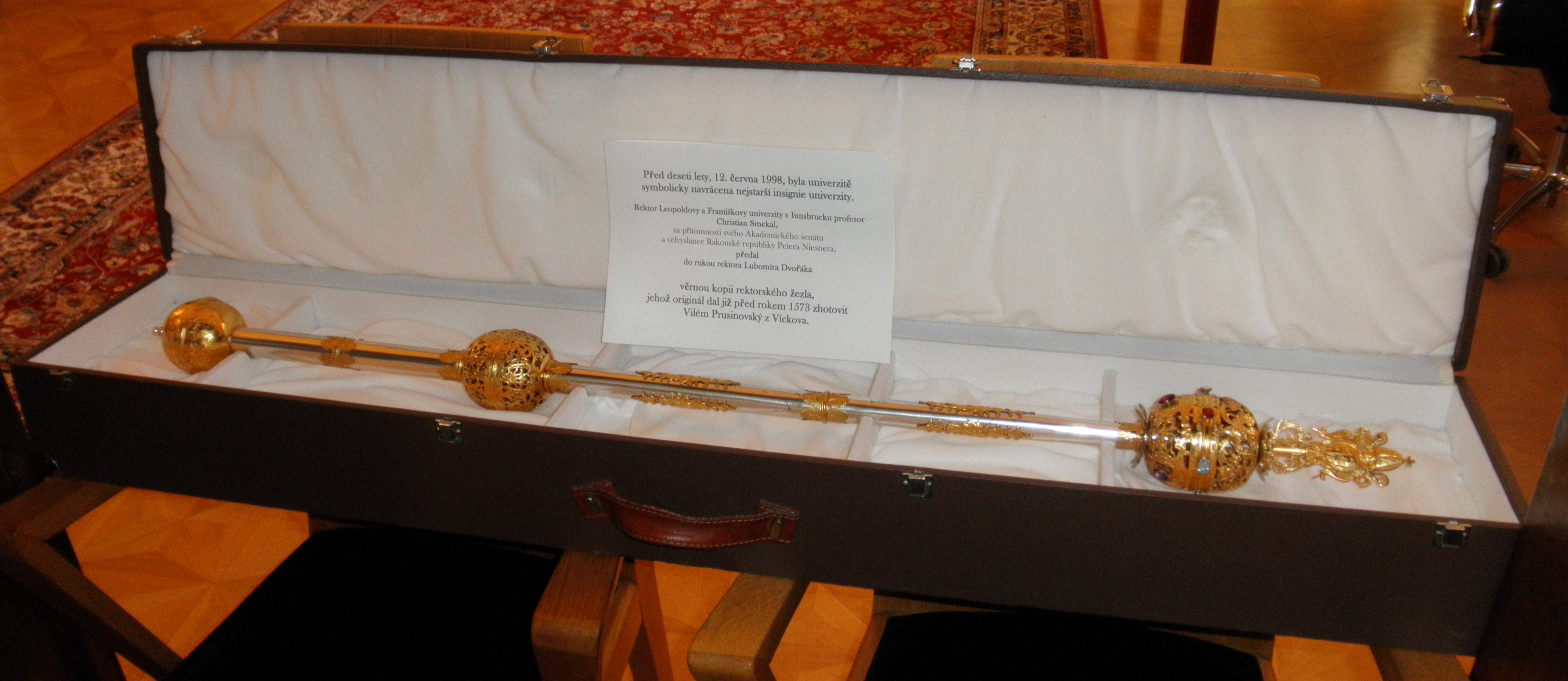
Akademické žezlo rektora Univerzity Palackého v Olomouci. Jedná se o věrnou kopii rektorského žezla.

Univerzitní insignie jsou odznaky hodnosti akademických hodnostářů a výrazem tradic vysokých škol. Nejdůležitějšími insigniemi jsou pečeť, rektorská a děkanská žezla a medaile zavěšené na řetězech akademických hodnostářů, kteří je nosí při univerzitních ceremoniích – imatrikulaci, promoci, předání čestných doktorátů.
S insigniemi je spojena čestná vysokoškolská funkce pedela, jehož úkolem je hlídat insignie. Pedel také doprovází děkana při vysokoškolských ceremoniích.
V českých dějinách se staly vysokoškolské insignie několikrát předmětem sporů. 24. listopadu roku 1934 nacionalistické skupiny vysokoškolských studentů Univerzity Karlovy demonstrovali, a jiní protestovali, proti předání historických univerzitních insignií, v té době ještě držených německou částí akademické obce. Protesty přerostly v „neřízené“ násilí. Nepokoje a doba, ve kterém se tyto nepokoje odehrály, se označují jako insigniáda.

## Církevní insignie
Předpokládá se, že církevní insignie byly přejaty z insignií světských, proto jsou s nimi ve velké míře ve shodě. Církevní insignie užívané v římskokatolické církvi během bohoslužeb či v jejich úřadu jsou označovány jako pontifikálie. Mezi pontifikálie patří především součásti oděvu: ornát, mitra nebo také infule, berla, solideo, pallium, komže, rocheta, cappa, pontifikální rukavice, pektorál.
Biskupské insignie jsou mitra, biskupská berla, biskupský prsten, pektorál. Osoby oprávněné nosit určité insignie jsou v církevních kruzích označovány jako insignované.

### Insignie božstev
Lidé přisuzovali bohům kromě určitých vlastností také různé předměty, které měli odrážet jejich moc. Známé jsou insignie řeckých bohů: Diův bouřkový štít (aegis) se smrtícími paprsky blesků, Neptunův trojzubec, Heliův vůz, Hermova hůl a okřídlené opánky.